# Йоганн Крістіан Мартін Бартельс
Йоганн Крістіан Мартін Бартельс або Мартін Бартельс (нім. Johann Christian Martin Bartels, русифікована версія імені — Мартін Федорович Бартельс; 12 серпня 1769, Брауншвейг — 8 [20] грудня 1836, Тарту) — німецький математик і педагог, якому довелося бути вчителем двох дослідників неевклідової геометрії — Гауса і Лобачевського. З 1808 року жив у Росії. Член-кореспондент Петербурзької Академії наук (1826).

## Біографія
Бартельс народився в Брауншвейгу, в родині бляхаря. Ще в дитинстві проявив математичні здібності. Деякий час працював у місцевому училищі, допомагав вчителю (1783), а потім і сам став викладати там математику. Тут він познайомився з юним Гаусом, який вступив в училище близько 1790 року. Бартельс оцінив талановитого учня і всіляко йому допомагав. Особливо важливо те, що Бартельс зумів виклопотати Гаусу стипендію від герцога Брауншвейгського, яка дозволила майбутньому «королю математиків» продовжити навчання. Гаус завжди дуже тепло ставився до свого першого вчителя, і дружнє листування між ними тривало до 1823 року.
У 1791 році Бартельс прослухав лекції з математики, фізики, астрономії та інших природничих наук, спочатку в Гельмштедті, а потім в Геттінгені, де знову зустрівся з Гаусом. З 1800 року він стає професором у Райхенау (Швейцарія).
У 1802 році одружився з Ганною Магдаленою Залуц (нім. Anna Magdalena Saluz). 1803 року Бартельс повернувся в Німеччину та зайняв кафедру філософії в Йенському університеті.
У цей час у Росії відкрився Казанський університет, і відчувалася гостра нестача викладачів. Степан Румовський, один з перших російських академіків, призначений попечителем Казанського університету, запросив Бартельса на кафедру математики. Спочатку Бартельс відхилив цю пропозицію, але 1806 року, після війни з Наполеоном, у німецьких князівствах почалася розруха, і залишившись без засобів для існування Бартельс прийняв пропозицію Румовського. З 1808 року починається руський період в його біографії. У Росії Бартельса іменували Мартін Федорович.
У Казані Бартельс прожив 12 років. Він викладав там аналіз, алгебру, геометрію, тригонометрію, механіку, астрономію, а також кілька спецкурсів. Майже одночасно з Бартельсом (1807) в університет вступив 14-річний студент, майбутній великий геометр, Микола Лобачевський, у долі якого Бартельс зіграв чималу роль, сприяючи розквіту його таланту і захищаючи свавільного студента від адміністративного гніту. Серед студентів Бартельса були також майбутній відомий астроном І. М. Симонов і майбутній академік Д. М. Перевощиков.
Після однієї з кадрових перетрушувань в університеті (1820) Бартельс здійснює останній у своєму житті переїзд — в Дерпт (в наші дні — Тарту, Естонія), де створив у місцевому університеті наукову школу з диференціальної геометрії. На посаді ординарного професора чистої і прикладної математики (затверджено в січні 1821 року) він залишався в Дерпті до кінця життя. Був обраний деканом фізико-математичного факультету. Читав також лекції з історії математики.
У 1823 році отримав чин таємного радника. Обраний членом-кореспондентом Петербурзької Академії наук в 1826 році. За багаторічну викладацьку діяльність, указом імператора Миколи I нагороджений діамантовим перснем.
Дочка Бартельса, Йоганна, стала другою дружиною астронома В. Я. Струве, першого директора Пулковської обсерваторії; у них було шестеро дітей, з них четверо пережили батька..

## Бартельс і неевклідова геометрія
Сам Бартельс не займався неевклідовою геометрією і до ідей Лобачевського поставився негативно. Німецький геометр Фелікс Клейн при підготовці своєї монографії «Неевклідова геометрія» висловив припущення, що ідеї Лобачевського отримали перший поштовх, коли Лобачевський дізнався у Бартельса про роботи Гауса на цю тему. Історики науки перевірили цю гіпотезу і прийшли до думки, що вона бездоказова і суперечить відомим фактам, тому Клейн прибрав з тексту монографії згадку про свою гіпотезу. Сьогодні вважається, що всі засновники неевклідової геометрії (Гаус, Лобачевський, Болья́й) прийшли до своїх відкриттів незалежно один від одного.

## Праці
Переважно Бартельс працював у галузі математичного аналізу та аналітичної геометрії.
- Disquisitiones quattuor ad theoriam functionum analyticarum pertinentes, Dorpati 1822.
- Aperçu abrégé des formules fondamentales de la géometrie à trois dimensions 1825 в Mémoirs présentés par divers savants à l'Académie de sciences de St.-Pétersbourg, tom. I, livг. 1.
- Vorlesungen über mathematische Analysis mit Anwendung auf Geometrie, Mechanik und Wahrscheinlichkeilslehre. Dorpat, I-stes Band 1833, II-stes Band 1837. Цей змістовний курс аналізу залишився незавершеним, другий том опублікований посмертно. У першому томі представляє інтерес коротка автобіографія.